# Titularbistum Ierafi
Ierafi (ital.: Gerafi) ist ein Titularbistum der römisch-katholischen Kirche.
Es geht zurück auf einen Bischofssitz in der gleichnamigen antiken Stadt, die in der Spätantike in der römischen Provinz Mauretania Sitifensis (heute nördliches Algerien) lag. Spätestens im Zuge der islamischen Expansion ging der Bischofssitz unter.
| Titularbischöfe von Ierafi |                                  |                                                |                   |                 |
| Nr.                        | Name                             | Amt                                            | von               | bis             |
| 1                          | Jean Baptiste Dieter SM          | Apostolischer Vikar der Schifferinseln (Samoa) | 16. November 1953 | 28. Juni 1955   |
| 2                          | João Crisóstomo Gomes de Almeida | Weihbischof in Viseu (Portugal)                | 18. Februar 1956  | 18. Januar 1996 |
| 3                          | Vincenzo Apicella                | Weihbischof in Rom (Italien)                   | 19. Juli 1996     | 28. Januar 2006 |
| 4                          | Franz Scharl                     | Weihbischof in Wien (Österreich)               | 9. Februar 2006   |                 |